# SERCOS interface
Sercos (Serial Realtime Communication System; deutsch „serielles Echtzeitkommunikationssystem“), der Automatisierungsbus, ist eine weltweit genormte digitale Schnittstelle zur Kommunikation zwischen Steuerungen und Feldbusteilnehmern (IEC 61491 und EN 61491). Mit dieser erfolgt hochgenau und in Echtzeit die Synchronisierung von Steuerungen, Servoantrieben, Ein- und Ausgängen, Frequenzumrichtern, Gebern, Kameras etc. 

## Geschichte
Mitte der 1980er Jahre entwickelten der Zentralverband Elektrotechnik- und Elektronikindustrie (ZVEI) und der Verein Deutscher Werkzeugmaschinenfabriken (VDW) die Spezifikationen für eine offene digitale Schnittstelle.
Die erste Generation Sercos I wurde 1995 anerkannt und arbeitete mit einer Übertragungsrate von 2 oder 4 Mbit/s.
Die zweite Generation Sercos II wurde 1999 eingeführt und arbeitet mit bis zu 16 Mbit/s.
Die dritte Generation Sercos III wird seit 2005 in Komponenten eingesetzt.

## Übertragungsmedium
Als Übertragungsmedium wird bei Sercos I und II ein Lichtwellenleiter-Ring eingesetzt, bei Sercos III erfolgt die Kommunikation über das physische Medium von Ethernet.

## Eigenschaften
Eigenschaften von Sercos III sind:
- kollisionsfreie Übertragung mit Hilfe eines Zeitschlitzverfahrens
- hocheffizientes Kommunikationsprotokoll
- bis zu 511 Teilnehmer
- Synchronisation von beispielsweise 66 Achsen mit einer Zykluszeit von 1 ms und einem Jitter kleiner 20 ns.